# Codici postali della Norvegia
I codici di avviamento postale (CAP) in Norvegia sono composti da 4 cifre, detti in norvegese postnummer.
Fino al 16 marzo del 1968 fu usato un sistema a 4 cifre chiamato postnummersystemet.
I codici iniziano dallo 00 ed aumentano all'aumentare della distanza da Oslo.
Il numero più alto si trova nella contea di Finnmark vicino al confine russo dove i codici iniziano per 95, fino a 99. Il codice postale più basso è 0001 (Oslo), mentre quello più alto è 9991 (Båtsfjord).
Le prime due cifre del codice postale indicano poi la posizione geografica (regione).

## Regioni dei codici postali
- 00-12 Oslo
- 13-14 Akershus
- 15-18 Østfold
- 19-21 Akershus
- 21-25 Hedmark
- 26-29 Oppland
- 30      Buskerud

- 30-32 Vestfold
- 33-36 Buskerud
- 36-39 Telemark
- 40-44 Rogaland
- 44-47 Vest-Agder
- 47-49 Aust-Agder
- 50-55 Hordaland

- 55      Rogaland
- 56-57 Hordaland
- 57      Sogn og Fjordane
- 58-59 Hordaland
- 59      Sogn og Fjordane
- 60-66 Møre og Romsdal
- 67-69 Sogn og Fjordane

- 70-71 Sør-Trøndelag
- 71      Nord-Trøndelag
- 72-75 Sør-Trøndelag
- 75-77 Nord-Trøndelag
- 77      Sør-Trøndelag
- 78-79 Nord-Trøndelag
- 79-89 Nordland

- 84       Nordland e Troms
- 8099   Jan Mayen
- 90-94 Troms
- 917    Svalbard
- 94      Troms e Nordland
- 95-99 Finnmark